# Marc Le Mené
Pour les articles homonymes, voir Le Méné.
 (septembre 2018).
Si vous disposez d'ouvrages ou d'articles de référence ou si vous connaissez des sites web de qualité traitant du thème abordé ici, merci de compléter l'article en donnant les références utiles à sa vérifiabilité et en les liant à la section « Notes et références ».
Marc Le Mené, né le 3 novembre 1957 à Lorient, est un photographe français.

## Biographie
Il est nommé pensionnaire de la villa Médicis en 1989, où il séjourne un an. En 1995, il est lauréat du prix Roger-Pic de la Société civile des auteurs multimedia (Scam).
Il travaille par série et crée un univers insolite, poétique et ludique, avec une disposition des éléments tenant à la fois du surréalisme et de l’Oulipo. Ses images se situent entre le décor de cinéma et de théâtre.
Exposé de nombreuses fois en France et à l'étranger, il est représenté dans diverses collections publiques (musée d'art moderne de la ville de Paris, musée Carnavalet, musée Rodin, Fonds national d'art contemporain, entre autres).

## Expositions
- 1984-1985 : Paris, centre national d'art et de culture Georges-Pompidou.
- 2017 : Chambres mentales, L'Intégrale, Galerie Vrais Rêves, Lyon.

## Récompenses
- Prix du Centre national de la photographie.
- Pensionnaire de l'Académie de France à Rome.
- Prix Roger-Pic de la Société civile des auteurs multimedia en 1995.

## Œuvres
- Série Autoportraits (1975-1985)
- Série Natures Mortes (1988)
- Série Hebdomeros (1995)
- Série Chambre mentale (1998-2002). Le dispositif, nommé « La chambre mentale », consiste en une boîte cubique ouverte à cinq pans, recréant à l’intérieur une pièce en modèle réduit avec une perspective accélérée, point de départ de ses compositions insolites, mélangeant sculptures et objets disparates au milieu desquels évoluent des silhouettes photographiées et découpées qui brouillent échelles et proportions de manière surréaliste.
- Série Sur-Photographies (2003-2004)
- Série Le Nu
- Série Paris
- Série Rome de nuit
- Série L'Homme au chapeau
- Série Les Chiens de pluie